# Saxifraga carpetana
Saxifraga carpetana es una especie perteneciente a la familia Saxifragaceae. 

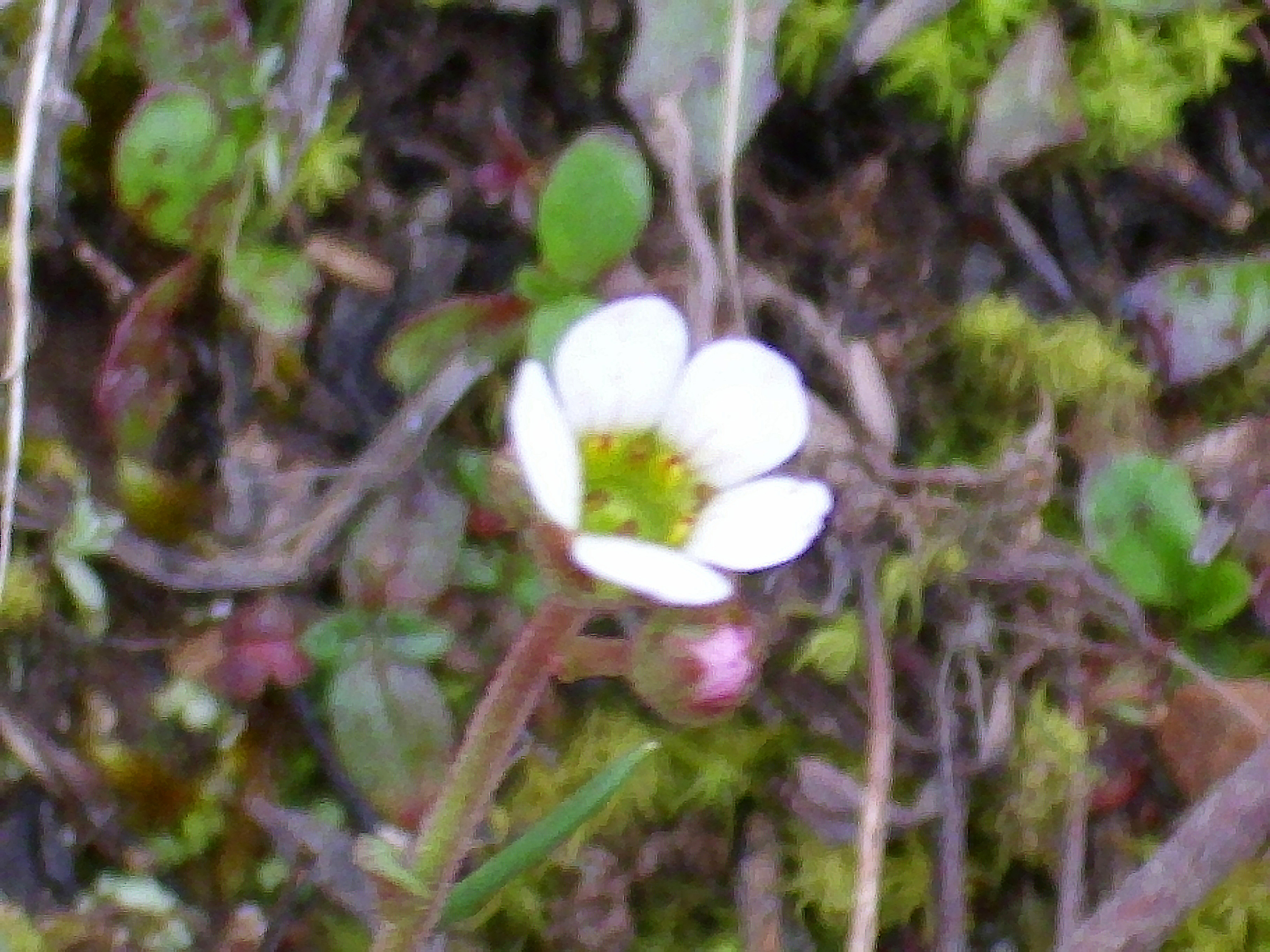
En su hábitat

## Descripción
Es una planta perenne con bulbillos de multiplicación reunidos formando un bulbo basal, de 7-9 (-11) mm, a veces distanciado de las hojas basales, con escamas externas de denticuladas a lisas, ligeramente coriáceas, pardo-oscuras. Tallos de 8-25 (-30) cm, erectos, a veces ramificados en la base. Hojas basales de 7-11, en roseta, con pecíolo tan largo o algo más largo que el limbo, ensanchado, con nervio más oscuro, piloso,y limbo de 10-15 x 10-15 mm, ovado, truncado, con 7-9 crenaciones generalmente enteras, laxamente pilosas; las caulinares de 1-4 (-6) obovadas, ligeramente más pequeñas que las basales,sentadas. Cimas laxas. Sépalos de 2,2-2,7 x 1,2- 1,7 (-2) mm, ovado-triangulares, muy laxamente puberulentos, excepto por el margen pubescente-glanduloso. Pétalos de 5,5-8 (-9) x 2-4 mm, obovado-oblongos, blancos o raras veces rosados, pilosos por la cara superior.

## Distribución
Se encuentra en los suelos ácidos. Frecuente en la Sierra Norte, Vega del Guadalquivir.  Es un endemismo del Centro, Este y Sur de España.

## Taxonomía
Saxifraga carpetana fue descrita por Boiss. & Reut. y publicado en Diagnoses Plantarum Novarum Hispanicarum 12. 1842.
Citología
Número de cromosomas de Saxifraga carpetana (Fam. Saxifragaceae) y táxones infraespecíficos: n=20; 2n=40
Etimología
Saxifraga: nombre genérico que viene del latín saxum, ("piedra") y frangere, ("romper, quebrar"). Estas plantas se llaman así por su capacidad, según los antiguos, de romper las piedras con sus fuertes raíces. Así lo afirmaba Plinio, por ejemplo.
carpetana: epíteto geográfico que alude a su localización en los Montes Carpetanos.
Variedades aceptadas
- Saxifraga carpetana subsp. graeca (Boiss. & Heldr.) D.A.Webb

Sinonimia
- Saxifraga atlantica Boiss. & Reut.
- Saxifraga blanca Willk.[4]

subsp. graeca (Boiss. & Heldr.) D.A.Webb
- Saxifraga graeca Boiss. & Heldr.
- Saxifraga aliciana Rouy & Coincy in Coincy